# Ghetto de Minsk
Ne doit pas être confondu avec Ghetto de Mińsk Mazowiecki.
| \| Minsk \| Localisation de Minsk sur la carte de la Biélorussie. |
| Minsk                                                             |

Le ghetto de Minsk est le lieu de déportation, sous la contrainte des forces armées allemandes, des Juifs de Minsk (Biélorussie), selon un processus visant à l'extermination des Juifs, pendant l'occupation allemande de la Biélorussie, pendant la Seconde Guerre mondiale, du 20 juillet 1941 au 21 octobre 1943.
Ce ghetto fut l'un des plus importants d'Europe. Dans les territoires occupés de l'URSS, il fut le deuxième par le nombre de victimes, après le ghetto de Lvov (plus de 100 000 victimes juives à Lviv).

## La communauté juive de Minsk
La communauté juive de Minsk est attestée depuis le XVe siècle, au temps du condominium polono-lituanien. Au XVIIe siècle, une yechivah s'y établit dont les plus importants dirigeants ont été Jehiel b. Solomon Heilprin, Aryeh Leib ben Asher Gunzberg et Raphaël Cohen. Au XIXe siècle, la communauté de Minsk devient l'une des plus importantes de l'Empire russe. Elle était dominée par les Mitnagdim traditionalistes, bien plus nombreux que les Hassidim mystiques. Toutefois, il s'y développa aussi un important mouvement laïc et socialiste dit « bundiste ».
Après la révolution d'Octobre, les institutions cultuelles sont supprimées et remplacées par des institutions culturelles. Alors que les partis juifs et les organisations sionistes sont contraints, au début des années 1920, d'entrer dans la clandestinité, le gouvernement communiste, qui cherche à abolir tout groupe susceptible de constituer une opposition, dissout le « Conseil des nationalités ». L’organisme officiel responsable des Juifs : le KOMZET, le remplace, bientôt secondé par l’OZET en janvier 1925, pour disperser les Juifs dans les campagnes : de 1923 à 1938, l'Union soviétique transforme ses schtetlech (villages agricoles juifs) en kolkhozes. Mais beaucoup reviennent en ville : en 1926, il y avait 53 686 Juifs à Minsk (40,8 % de la population) et en 1939, 70 998 Juifs (29,7 % de la population).
Pourquoi tant de Juifs sont-ils restés à Minsk alors qu’ils avaient connaissance de la ruée allemande ? Beaucoup considéraient qu'ils avaient été trahis par les autorités soviétiques dont les dirigeants s'étaient enfuis. Plus tard , après la guerre, des historiens soviétiques ont tenté d’expliquer que des plans avaient été élaborés, que plus de dix convois se sont mis en route vers les terres russes mais qu’il n’était pas possible d’organiser des évacuations en masse.

## Occupation et création du ghetto
Minsk est occupée par les forces de la Wehrmacht pendant trois ans, du 28 juin 1941 au 3 juillet 1944. Dès le 1er juillet 1941, pendant trois jours, les forces d'occupations imposent une « contribution » aux Juifs de Minsk, les obligeant à donner une quantité déterminée d'argent et de bijoux. Bientôt, ils sont obligés de créer un Judenrat (comité juif), représenté par un président. Du fait de sa connaissance de la langue allemande, les occupants choisissent comme président du Judenrat, Ilya Mouchkine, ancien responsable de l'administration soviétique de Minsk. Le 19 juillet 1941, trois semaines après la prise de Minsk, les Allemands, conformément au programme hitlérien d'extermination des Juifs, prennent la décision de créer un ghetto. À cette date, à Minsk, se tient une réunion regroupant le commandement pour l'arrière du « groupe d'armée Centre », le gauleiter Wilhelm Kube, Eduard Strauch, chef des SS et le brigadeführer SS Zenner chef de la police du district général « Biélorussie ». Durant cette réunion sont examinées les modalités pratiques de l'extermination des juifs. Une décision est promulguée (et collée sur les poteaux) pour le jour suivant, soit le 20 juillet 1941, en biélorusse et en allemand.
Un dénommé Gorodetsky est nommé représentant du commandement allemand dans le ghetto, avec des pouvoirs illimités. Allemand par sa mère, il avait habité Léningrad. Le Judenrat, ne possédant aucun droit administratif, répond, au début, à la demande de recette des contributions des Juifs de Minsk, à l'enregistrement scrupuleux de toutes les maisons dans le ghetto et de chaque prisonnier, et aussi au respect de l'hygiène dans le ghetto. Pour le regroupement des Juifs dans le ghetto, il avait été prévu cinq jours. Cependant, réaliser la migration de dizaines de milliers de gens en un temps si court se révèle impossible. Aussi, le délai est prolongé jusqu'à la fin du mois de juillet. Au 1er août 1941, ce regroupement est accompli, 80 000 personnes s'entassant dans le ghetto. En septembre et octobre 1941, il y avait environ 100 000 prisonniers dans le ghetto.

« Распоряжение № 812 полевой комендатуры о создании гетто в г. Минске (выдержки),,

Ordonnance no 812 de la kommandantur de l'arrière front, sur la création d'un ghetto dans la ville de Minsk (extraits).

1. À partir de la date de publication de cette ordonnance, une partie spéciale de la ville de Minsk sera séparée et réservée exclusivement à l'habitat des Juifs.

2. Toute la population juive de la ville de Minsk est obligée, après la publication de cette ordonnance, dans un délai de cinq jours, de déménager dans ce quartier juif.

3. Si, après l'expiration de ce délai, un juif se trouve ailleurs que dans la zone juive, il sera arrêté et sévèrement puni. La population non-juive qui habite dans la zone d'habitat des juifs doit d'urgence quitter le quartier juif.

4. Le quartier juif est formé par les rues suivantes : Kolkhozny per., Kolkhoznaïa, Nemigskaïa, Respublikanskaïa, Tchornaïa, Kollektornaïa, Mebelny per., Perekopskaïa, Nijnaïa (y compris le cimetière juif), Obouvnaïa, Vtoroï opanski per., Zaslavskaïa.

7. Il n'est permis aux juifs d'entrer ou de sortir du quartier juif, que par les deux rues suivantes : la rue Opanski et la rue Ostrovski. Il est interdit d'escalader les murs.

La garde allemande et les agents de celle-ci ont reçu l'ordre formel de tirer sur les contrevenants. »

## Structure

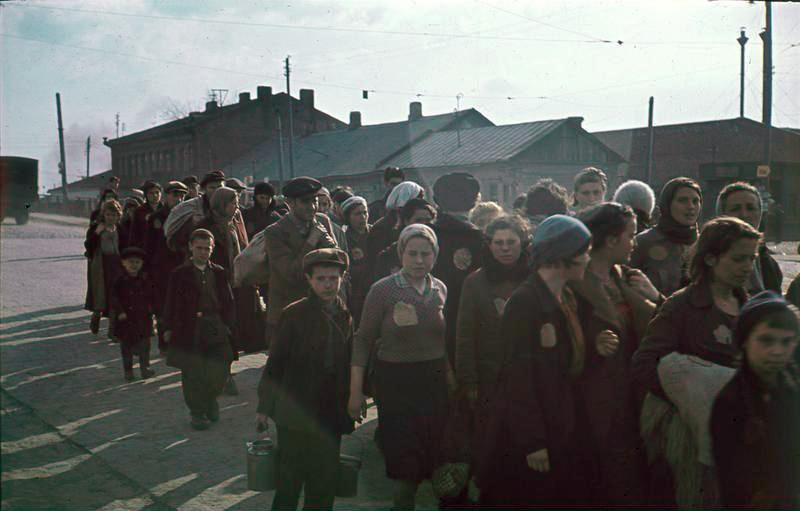
Bundesarchiv N 1576 Bild-006, Minsk.
Colonne de prisonniers du ghetto juif dans la rue, en 1941.

Suivant les données archivées et les témoignages visuels, durant la période de guerre, il existait trois ghettos à Minsk :
- « Le Grand Ghetto »[13]. Il existe depuis le mois d'août 1941 jusqu'aux 21-23 octobre 1943. Le territoire du ghetto comprenait 39 rues et ruelles, autour de la Place du Jubilé, dans le quartier du cimetière juif et du marché de la ville basse. La rue de la République (à l'époque de l'occupation, la Mittelstrasse et aujourd'hui rue Sloboda Romanovska) coupe le ghetto de part en part et, de chaque côté, est séparée du ghetto par du barbelé. Elle est utilisée comme passage pour les transports en commun. Dans ce ghetto les nazis rassemblèrent plus de 80 000 Juifs. L'entrée et la sortie du ghetto ne sont possibles que par deux accès : la rue Opanski (actuellement de la Cavalerie), et de la rue Ostrovski (actuellement Rakovskaia)[9].
- « Le Petit ghetto » : il se trouvait dans le quartier de la fabrique de radio Molotov (aujourd'hui du nom de Lénine), d'octobre 1943 au 30 juin 1944 (selon les données des archives du KGB du Belarus[réf. nécessaire]).
- « Le ghetto spécial » (partie du ghetto dans la rue Soukha et Obouvnaïa) : un ghetto pour 20 000 Juifs non-biélorusses, déportés par les nazis, depuis leurs régions natales de l'ouest, du centre et de l'est de l'Europe. Il exista de novembre 1941 à septembre 1943.

## Conditions de vie

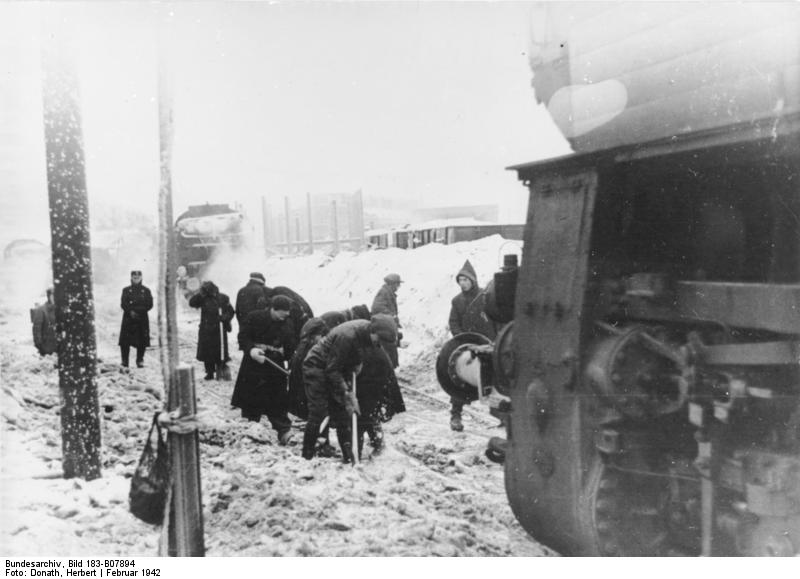
Bundesarchiv Bild 183-B07894, Minsk.
Les Juifs doivent déblayer la neige à la gare.

Le Ghetto est délimité par des clôtures en fil de fer barbelé. Il est gardé 24 heures sur 24, par des forces armées SS, des policiers biélorusses collaborationnistes et des Lituaniens. Tous les prisonniers du ghetto, sous peine de mort, sont obligés de porter en permanence des signes distinctifs : des étoffes de couleur jaune d'un diamètre de 10 cm, et des galons blancs portant le numéro de leur maison sur la poitrine et sur le dos. Les Allemands et les policiers dépouillent et tuent impunément les habitants du ghetto, violent les jeunes filles. La vie des juifs est remplie d'un grand nombre d'interdictions ; pour la moindre contravention il n'existe qu'une sanction : ils sont fusillés. Par exemple, il est interdit de quitter le ghetto sans autorisation, de se montrer sans les signes distinctifs, de posséder et de porter des vêtements de fourrure, d'échanger des affaires pour de la nourriture avec des non juifs. Il est interdit aux Juifs de marcher dans les rues centrales et sur les trottoirs, mais seulement sur les pavés et, quand ils croisent des Allemands, les Juifs sont obligés, à 15 m de distance, d'ôter leur coiffe. Il est interdit aux Juifs de saluer des connaissances non juives. Il leur est interdit d'accéder aux jardins et aux autres endroits publics. L'hiver, même par gel intense, il est interdit, dans le ghetto, de transporter des copeaux de bois pour le chauffage.
Les forces d'occupations imposent au ghetto de lourdes « contributions ». La première fois : deux millions de roubles, 200 kg d'argent et 10 kg d'or. La deuxième fois, il est exigé des Juifs 50 kg d'or et d'argent et, la troisième fois, encore davantage. Cette collecte était d'autant plus difficile que la majeure partie de l'or et les gemmes avaient déjà été confisqués par le pouvoir soviétique, leur détention par des particuliers étant interdite, exception faite des alliances. Le pillage organisé par les nazis fut mené par Gorodetski, avec la participation, sous peine de mort, du comité juif et de la police juive. Tous ceux qui possèdent quelques objets de valeur les échangent, durant une courte période, contre de la nourriture. Au début, il est permis aux non-juifs d'apporter de la farine en échange mais, bientôt, c'est interdit et cela ne se fait plus que secrètement, à travers les clôtures de barbelé. Le hareng saur, en barrique, est considéré comme un mets de choix ; les beignets aux épluchures de pommes de terre sont un plat habituel. Dans la nourriture est ajouté du sel raclé sur de vieilles peaux, à la tannerie.
Aux Juifs du ghetto qui sont employés aux travaux forcés, on donne, une fois par jour, une écuelle de soupe de pomme de terre, presque vide. Il n'existe aucun moyen de faire rentrer de la nourriture dans le ghetto et la principale source de survie, pour les Juifs, est devenue illégale : du troc avec la population non juive, dans les colonnes, vers le travail et à travers les barbelés, près des quartiers russes. Il existe aussi un « marché noir », à l'intérieur du ghetto, et auquel prennent part certains Allemands possédant un laisser-passer pour y accéder. Un exemple de prix des échanges d'objets contre de la nourriture peut être donné : une miche de pain et trois oignons contre une montre en or. Durant toute la durée de l'existence du ghetto, depuis sa création jusqu'à sa destruction, les nazis maintiennent une densité extrêmement grande de population. Dans une maison à un étage, dans deux ou trois appartements, on « fourre » jusqu'à 100 personnes ; dans un appartement de deux étages, jusqu'à 300 personnes, soit 1,25 à 1,50 m2 par personne, sans compter les enfants. Dans une seule chambre vivent habituellement, au minimum, trois familles. La promiscuité insupportable, la faim et les conditions sanitaires déplorables entraînent, dans le ghetto, les maladies et épidémies. Le danger de diffusions des infections est tellement sérieux qu'en 1941 les Allemands décident d'ouvrir, sur le territoire du ghetto, deux hôpitaux, et même un orphelinat pour enfants (détruit en avril 1943). L’hôpital du ghetto, déjà complètement dépourvu de médicaments et d'équipement, l'est aussi de personnel médical. Le médecin fonctionnaire Tcharno le dirige et s'occupe de l'organisation.

## Destruction

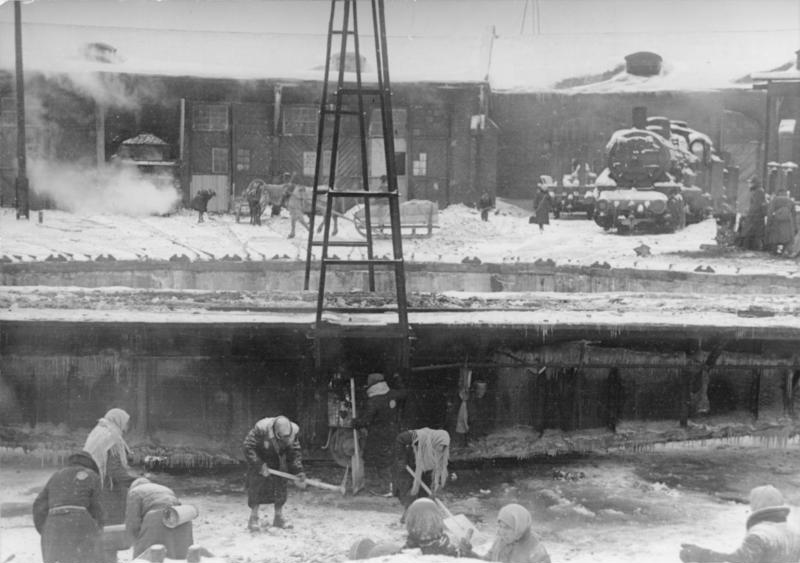
Bundesarchiv Bild 183-N1213-348, Minsk.
Forçats juifs.

Les nazis emploient l'euphémisme d'« actions », pour leurs assassinats.
- 7 et 8 novembre 1941 : 18 000 Juifs tués ;
- 20 novembre 1941 : 15 000 morts ;
- 2 mars 1942 : 8 000 morts ;
- 28 juillet 1942 : 25 000 morts ;
- 21 et 23 octobre 1943 : 22 000 Juifs amenés d'Europe et tués[réf. nécessaire].

Au début, les nazis tuent ceux qui ne peuvent pas travailler mais, ensuite, ils commencent à organiser des assassinats de masse. À partir du printemps 1942, beaucoup d'enfants du ghetto sont attrapés dans la rue, puis jetés dans des voitures à gaz. En quelques jours, ces voitures font de nombreux voyages. Dans l'histoire du ghetto de Minsk, il y a eu de nombreux massacres, de jour et de nuit. La pratique habituelle est l'assassinat de masse des habitants restés à domicile, pendant que ceux qui sont aptes au travail étaient sur les chantiers. En août 1941, premiers massacres importants : 5 000 Juifs sont tués. Le 7 novembre 1941, après que les colonnes de travailleurs aient été emmenées au travail, les Allemands et la police lituanienne encerclent le quartier, à partir des rues Zamkova, Podzamkova et Niemiga. Les Allemands massacrent par balles pendant que les Lituaniens gardent les issues et tuent les fuyards. Arrivés à la rue Opanski, en laissant derrière eux une multitude de corps de Juifs, les Allemands rassemblent des femmes et des enfants, les emmènent à Toutchinka et les fusillent au bord de fosses communes. Selon diverses évaluations, entre 5 000 et 12 000 prisonniers sont tués ce jour-là.
Après ce génocide, la surface du ghetto est réduite au quartier de la rue Ostrovskaïa. Les Juifs restants construisent différents refuges secrets qu'ils appellent maliny : littéralement « framboises », mais en fait « planques »,,. Le 20 novembre 1941, entre 6 000 et 15 000 Juifs sont massacrés. Le 21 janvier 1942, plus de 12 000 Juifs furent fusillés. Les 2 et 3 mars 1942, après le départ des prisonniers qui peuvent travailler, des camions remplis d'Allemands et de policiers lituaniens entrent dans le ghetto et organisent immédiatement un nouveau massacre de masse, sur tout le territoire du ghetto. Les corps des victimes (environ 5 000) sont jetés dans une ancienne carrière, où se trouve maintenant le mémorial Yama. Ce jour-là aussi, le 2 mars, les Allemands tuent de 200 à 300 enfants, dans un jardin d'enfants, en même temps que le personnel médical et des éducateurs,. Du 28 au 31 juillet 1942, quatre jours durant lesquels les travailleurs sont maintenus sur leur lieu de travail, environ 30 000 personnes sont tuées,.
C'est le chef de la Police de Sécurité Eduard Strauch qui organisa le massacre de fin juillet 1942 Le 29 décembre 1942 : les travailleurs sont gardés au travail ; au ghetto on supprime tout le monde. Pendant ce génocide, on tue aussi les malades de l'hôpital du ghetto (sauf les malades du typhus, que l'on craignait de faire sortir), y compris les enfants. Dans la section pour enfants, où ils sont sept, Ribe, le chef de la police, met des gants blancs, égorge les enfants avec un couteau, sort, enlève ses gants blancs, allume une cigarette et mange un chocolat. Au début d'avril 1942, suivant des données officielles du commissariat général des forces d'occupations, on a enregistré, à Minsk, 20 000 Juifs aptes au travail. Déjà, à la fin de septembre 1942, ce chiffre est réduit de moitié. En octobre 1942, le ghetto, dans lequel il y a 273 immeubles, est partagé en cinq. À la fin 1942, en tout, dans le ghetto sont exécutés 90 000 Juifs et, au début 1943, parmi les survivants, il reste 6 000 à 8 000 prisonniers.
Le 21 juin 1943, la direction nazie prend la décision d'éliminer totalement tous les occupants des ghettos dans les territoires occupés. Le 21 octobre 1943 est considéré comme le dernier jour de l'existence du ghetto, c'est-à-dire le jour où commence le dernier massacre. Du 21 au 23 octobre 1943, les nazis tuent tous les prisonniers, sauf 500 maîtres-artisans qualifiés, qu'ils envoient en Allemagne. Sur le territoire du ghetto de Minsk, comme il apparaît clairement plus tard, il ne reste que 13 personnes vivantes, cachées pendant quelques mois dans la cave d'une maison, près du cimetière juif, dans la rue Soukhaïa, et qui ne sont sorties de leur refuge que le jour de la libération de Minsk, en juillet 1944. Une partie des prisonniers du ghetto est tuée dans le quartier de Toutchinka, qui se trouve au bout de la rue Opanski. Trois fossés énormes sont creusés là, dans lesquels, rien que le 20 novembre 1941, sont fusillés 12 000 Juifs, à la mitraillette. Une autre partie des Juifs du ghetto est tuée au camp de concentration SS, rue Chirokaïa (antérieurement, rue de Varsovie et, actuellement, rue Macherov). À partir de 1943, et presque jusqu'à la libération de Minsk, en juillet 1944, les prisonniers du camp sont conduits, sans cesse, par quatre « gaswagen », au camp d'extermination Maly Trostenets. Sur le chemin du camp, les gens meurent, asphyxiés par les gaz d'échappement. Les corps sont ensuite brûlés à Maly Trostenets.
De cette manière, sont tuées environ 20 000 personnes : presque toutes étaient des Juifs du ghetto de Minsk. Environ 2 000 Juifs de ce ghetto sont conduits, le 11 juin 1943, en un seul convoi, en Pologne, dans le camp de Majdanek et, après leur exploitation au travail obligatoire, sont pratiquement tous exécutés. Des 100 000 Juifs du ghetto de Minsk, seulement 2 à 3 % survécurent.

## Juifs étrangers
La déportation des Juifs d'Allemagne en Biélorussie commence en septembre 1941. Le 10 novembre 1941, 992 Juifs sont transportés en train, depuis Düsseldorf, jusqu'au ghetto de Minsk. Cinq d'entre eux survécurent à la Shoah. Vers novembre 1941, les Allemands séparent déjà, par du barbelé, la partie du ghetto de Minsk, par la rue Républicaine, (aujourd'hui, le faubourg Romanov), les rues Opanski et Chorna, désignant ce territoire Sonderghetto no 1 (« Ghetto spécial n° 1 »).
Le Sonderghetto no 2 est créé entre les rues Koustarna (qui n'existe plus), Dimitrov, Chladerna, Ostrovka et Nemigskaïa. Tous les Juifs d'Europe de l'Ouest sont rassemblés dans ces deux lieux. Les relations avec les autres prisonniers du ghetto leur sont formellement interdites ; les affaires qu'ils avaient emportées sont très rapidement échangées contre de la nourriture, les Juifs allemands sont les plus affamés de tout le ghetto. Malgré leur extrême épuisement, ils maintiennent, sur leur emplacement, un ordre remarquable et fêtent le chabbat de manière démonstrative. Suivant des données officielles, de novembre 1941 à octobre 1942, 23 904, les Juifs sont transférés d'Europe occidentale vers Minsk. Selon l'historienne allemande Monika Kingren, durant onze mois, en 1941-1942, sont déportés à Minsk, 15 500 Juifs, depuis 250 centres urbains européens, dont 500 seulement survécurent. Ces données permettent à l'historien biélorusse, Kousem Kosak, d'affirmer que, durant cette période, Minsk était « un centre important d'extermination ».
Dans les Sonderghetto, il y a des Juifs d'Allemagne, d'Autriche, de Tchéquie et de Hongrie. Les premiers amenés dans ce ghetto sont des juifs de Hambourg et c'est pour cette raison que l'on prend l'habitude d'appeler ces Juifs des hambourgeois. Quelques milliers, parmi ces Juifs, sont conduits à Koïdan, en mars 1942, et tués là-bas ; les autres sont tués à Maly Trostenets. Une partie des Juifs d'Europe occidentale sont conduits directement, non pas dans le ghetto, mais à Maly Trostenets, pour y être fusillés.

## Résistance

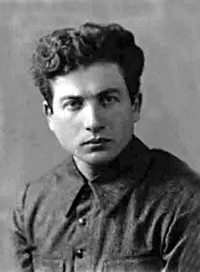
Mikhaïl Guebelev : un des chefs de la résistance.

Dans le ghetto de Minsk, sous la direction de Isaïe Kazinine (ru), Mikhaïl Guebelev, Hersh Smolar et Matveï Prousline, dès les premiers mois de son ouverture, 22 groupes clandestins, réunissant plus de 300 personnes, se mettent en action. On peut attribuer des actions de diversions et de sabotage, dans des entreprises allemandes, et à l'emplacement de nœuds ferroviaires. Environ 5 000 personnes, échappées du ghetto pour entrer dans les rangs des partisans, réunissent des armes et des médicaments et distribuent des journaux, imprimés clandestinement. Dès la fin 1941, est organisé, dans le ghetto, un centre clandestin unique. Hersh Smolar, est un des chefs de cette organisation de lutte clandestine, dans le ghetto. Il est écrivain juif, et journaliste. Il laisse, par la suite, des mémoires sur ces années de guerre contre le nazisme,. On organise, clandestinement, la fuite de Juifs du ghetto, vers les bois, mais les passeurs sont, le plus souvent, des enfants. Les noms de quelques-uns d'entre eux sont restés dans les mémoires : parmi les plus jeunes, Sima Fiterson (11 ans), Benia (12 ans), et beaucoup d'autres.
En novembre 1941, le premier groupe armé de Juifs sort du ghetto avec, à sa tête V. Haïmovitch. Comme ils ne trouvent pas les partisans ils meurent presque tous, en février-mars 1942. Le 10 avril 1942, sort de nouveau un groupe armé, avec Y. Lapidus, Opengey et V. Locik, à partir duquel se forme, par la suite, le détachement Koutouzov, de la deuxième brigade de Minsk. En tout, les prisonniers du ghetto de Minsk forment, suivant les sources, de 7 à 10 détachements.

## Activités clandestines duJudenrat
Le premier chef du groupe clandestin du Judenrat est Ilya Mouchkine. Grâce à ses efforts, deux hôpitaux sont créés et mis en service dans le ghetto. Un hôpital général et un spécialisé, pour les maladies infectieuses. Il crée, aussi, deux maisons pour enfants et une maison d'accueil pour vieillards. Sous sa direction, on rassemble des vêtements chauds pour les partisans. À ce groupe clandestin participe aussi Ziama Serebrianski, le chef de la police juive du ghetto de Minsk. L’hôpital pour maladies infectieuses devient le centre de l'organisation clandestine du ghetto, et le médecin en chef de l’hôpital, Lev Koulik, est un des chefs de la résistance. Après l'arrestation et la mort de Ilya Mouchkine, son successeur comme président du Judenrat, Yoffé, continue la lutte dans la clandestinité.

## Bourreaux et organisateurs des assassinats
Le SS Obersturmbannführer Eduard Strauch est le chef de la police de sécurité SD, de Minsk. Des compagnies de volontaires lettons prennent une part active dans la découverte, par les services spéciaux allemands, d'un réseau clandestin d'antifascistes, à Minsk, de mouvements de partisans et de comités clandestins, ainsi que d'autres organes. Des policiers rassemblés et formés dans les pays baltes sont présents au Belarus, à partir de l'automne 1941. Au début octobre, venant de Kaunas, arrive le deuxième bataillon de protection lituanien. À partir de novembre 1941, il reçoit le nom de douzième bataillon de police lituanien, sous le commandement du major Antanas Impulevičius. Le bataillon assure un service de garde et de protection et prend part aux actions de caractère punitif, contre les partisans, et à l'extermination de la population juive.
La sous-division spéciale (compagnie lettone pour la SD Sicherheitsdienst), du commandement supérieur SS et de la police de l’Ostland, déployée au SD de Minsk, est principalement complétée par les Lettons. Leur rôle principal est d'apporter de l'aide dans la lutte contre les clandestins antifascistes et les partisans et, aussi, de prendre part à l'extermination de la population juive du Belarus. À l'été 1942, à Minsk, est aussi déployé le bataillon de police letton, le 266e « E », qui dépend de la Höherer der SS und Polizeiführer Ostlanda, pour les liaisons et pour les opérations du commandement de la police du Belarus.

## Souvenir des victimes et alliés: historiens, monuments

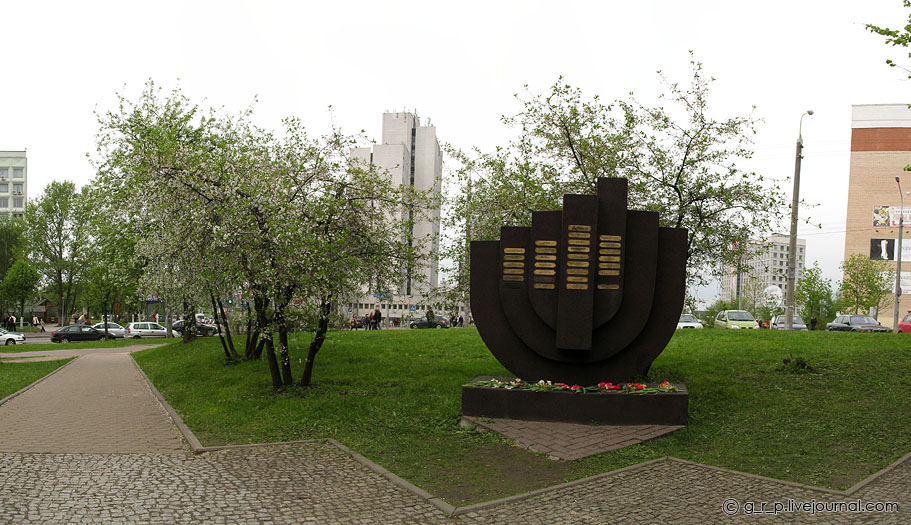
9 mai 2010, Minsk.

Dans sa préface à son ouvrage Le Ghetto de Minsk Hersh Smolar souligne que, contrairement à ceux de Varsovie, de Bialystok, de Łódź, le ghetto de Minsk n’a pas vraiment attiré l’intérêt des chercheurs et des historiens. Les travaux parus à ce jour dans divers pays s’appuient sur son livre Le Ghetto de Minsk, publié la première fois par l’éditeur Der Emes à Moscou ( 10,000 exemplaires en yiddish et 50,000 exemplaires en russe) en 1946 et 1947.
Quelques monuments et mémoriaux sont créés, à Minsk, en souvenir des victimes du ghetto de Minsk. En 1947, fut élevé un obélisque et, en 2000, une composition sculpturale, « le Dernier voyage » (mémorial aux victimes du génocide hitlérien Yama), à l'emplacement « Balchova », dans le ghetto, dans la rue Melnikayt, où furent tués 5000 Juifs, le 2 mars 1942. Dans la rue Chachkovka (au sud-est de la périphérie de Minsk, à l'endroit du camp de la mort Maly Trostenets, fut construit, en 1963, un obélisque, remis en état, en 1994. En 1995, à l'endroit ou étaient brûlés les corps, fut élevé une stèle. Dans la rue Soukha, se trouve une tombe de prisonniers du ghetto de Minsk et du Zonderghetto (suivant des sources incomplètes, y reposent plus de 7000 victimes juives). En 1993 et en 1998, là aussi, sont élevées deux stèles, à la mémoire des Juifs du Zonderghetto.
En 2008, le ministre de la défense nationale du Belarus, le général-colonel Léonid Maltsev, au nom du Président de la République du Belarus, Alexandre Loukachenko, décore, pour leur courage et leur héroïsme, 21 participants à la lutte antifasciste du ghetto de Minsk, en leur remettant les médailles du « 60e anniversaire de la Victoire dans la Grande Guerre Patriotique de 1941-1945,. »

### Sources
- (ru) Cet article est partiellement ou en totalité issu de l’article de Wikipédia en russe intitulé « Минское гетто » (voir la liste des auteurs).
- (ru) Адамушко В.Т. Бирюкоба О, В, Крюк В.П., Кудрякоба Г.А.:Справочник о местах принудительного содержания гражданского населения на оккупированной территории Беларуси 1941-1944 (Archives nationales de la République du Belarus -Recueil des emplacements de détention forcée de la population civile sur le territoire occupé du Belarus).
- (ru) Винница Г. Р.:Холокост на оккупированной территории Восточной Беларуси (La Shoah dans la partie orientale du Belarus).(G R Vinnitsa)
- (ru) Leonid Smilovitski Смиловицкий, Леонид Львович|Смиловицкий Л. Л., «Катастрофа евреев в Белоруссии, 1941—1944 гг.», Тель-Авив, 2000 (La Shoah au Belarus)(Leonid Smilovitski).
- (ru) Национальный архив Республики Беларусь (НАРБ). — ф. 861, оп. 1, д. 8, л. 24-29[réf. nécessaire](archives nationales de la République du Belarus)
- (ru) Государственный архив Российской Федерации (ГАРФ). — ф. 7021, оп. 87, д. 123, л. 13[réf. nécessaire] (Archives de l'État de la fédération de Russie)
- (ru) Государственный архив Минской области, ф. 623, оп. 1, д. 68[réf. nécessaire] (Archives de l'État sur l'Oblast de Minsk)